# 石野久男

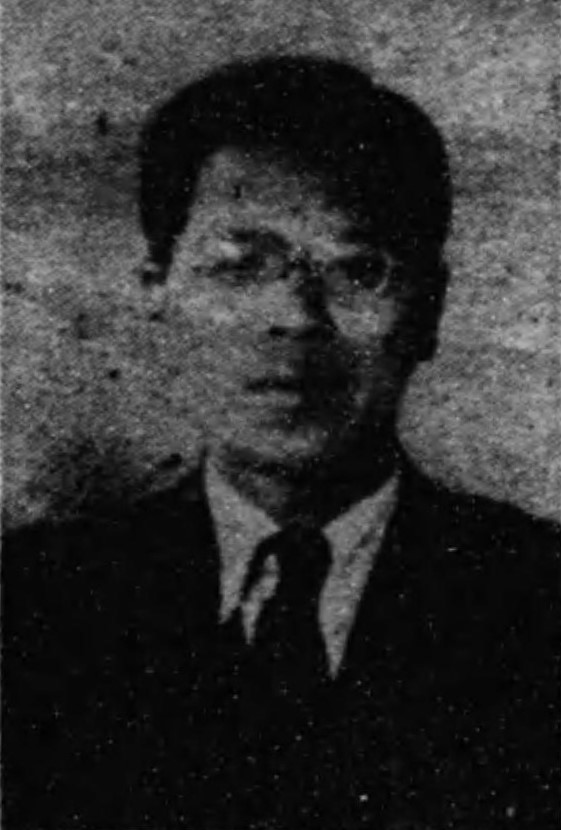
石野久男

石野 久男（いしの ひさお、1911年2月16日 - 2007年3月19日）は、日本の政治家。衆議院議員（10期）。

## 来歴
三重県志摩郡大王町（現志摩市）出身。1936年早稲田大学政治経済学部を卒業後、高速機関工業（株）を経て、日立製作所に入社。戦後、同社水戸工場長秘書を務めていた時に労組結成に参加し、日立製作所水戸工場社員組合執行委員長、日立製作所労働組合総連合中央執行委員長を歴任した後、1947年第23回衆議院議員総選挙に旧茨城2区から日本社会党公認で立候補し当選する。以後、当選10回。
初当選から間もなく芦田内閣の予算案に反対して除名となり黒田寿男、岡田春夫、松谷天光光らとともに労働者農民党を結成。中央執行委員、書記長などを歴任した。1957年社会党に合流、最左派の「平和同志会」に所属していた。
1971年、茨城県知事選挙に立候補するも次点で落選。
科学技術問題に取り組み、社会党の反原発政策確立に最も影響力のあった人物である。それが故に、労使協調路線に転じた出身母体の日立労組からは次第に疎んじられ、1980年の総選挙では組合主流派から対立候補（城地豊司）を立てられ落選する。続く1983年の総選挙にも落選し、政界から引退した。
1984年11月の秋の叙勲で勲八等から勲一等に叙され、瑞宝章を受章する。
2007年3月19日、心筋梗塞のため死去した。96歳没。死没日付をもって正四位に叙された。